# Hainvillers
Hainvillers – miejscowość i gmina we Francji, w regionie Hauts-de-France, w departamencie Oise.
Według danych na rok 1990 gminę zamieszkiwały 43 osoby, a gęstość zaludnienia wynosiła 15 osób/km² (wśród 2293 gmin Pikardii Hainvillers plasuje się na 954. miejscu pod względem liczby ludności, natomiast pod względem powierzchni na miejscu 1066.).